# Argemone hunnemannii
Argemone hunnemannii Otto – gatunek rośliny z rodziny makowatych (Papaveraceae Juss.). Występuje naturalnie w północnym i środkowym Chile. 

## Morfologia
PokrójRoślina dwuletnia dorastająca do 40–130 cm wysokości. Pędy są nagie.
LiścieMają lancetowaty kształt. Mierzą 10–25 cm długości. Blaszka liściowa jest klapowana i ząbkowana na brzegach.
KwiatyMierzą 6–12 cm średnicy. Płatków mają klinowy kształt i białą barwę.
OwoceTorebki o kształcie od elipsoidalnego do wrzecionowatego. Osiągają 3–5 cm długości.

## Biologia i ekologia
Rośnie na terenach otwartych, nieużytkach oraz skałach. Występuje na wysokości do 1100 m n.p.m.